# Estadi Olímpic de Kíiv
L'Estadi Olímpic de Kíiv (conegut també com a Estadi Republicà, Estadi Central o Estadi Nacional, (en ucraïnès, Національний спортивний комплекс "Олімпійський", Natsional'nyĭ sportyvnyĭ kompleks "Olimpiys'kyĭ" és un estadi esportiu situat a la ciutat de Kíiv, a Ucraïna. L'estadi és el principal pavelló esportiu d'Ucraïna i un dels estadis més grans del món, amb capacitat per a 70.050 espectadors. L'estadi acollí la final del Campionat d'Europa de futbol 2012.

## Història
La construcció d'un estadi a Kíiv es va començar a idear a principis dels anys 1910, quan la localitat era la tercera gran ciutat de l'imperi Rus i un important centre comercial del sud-est de l'Imperi, però es va abandonar el projecte a causa de la Primera Guerra Mundial i a la Revolució Russa.
Amb l'establiment de la Unió Soviètica, es va revivar el projecte, volent crear un gran estadi per acollir els Jocs Olímpics d'Ucraïna que se celebraren l'agost de 1923. La construcció es va iniciar sota la supervisió de l'ingenier L. I. Pilvinsky, inaugurant-se l'estadi amb el nom d'Estadi Vermell el 12 d'agost de 1923.
L'estadi va patir una remodelació inaugurada el 22 de juny de 1941, amb 50.000 localitats i sota el nom d'Estadi Republicà Nikita Khrusxov. Poc després de la inauguració va ser bombardejat per la Luftwaffe nazi, siguent reconstruït el 1948.
L'estadi va ser rebatejat com a Estadi Republicà Nikita Khrusxov el 1953, siguent ampliat fins a arribar als 100.000 espectadors als anys 60, quan va tornar a canviar el nom pel d'Estadi Central de Kíev.
Va acollir partits de futbol durant els Jocs Olímpics de Moscou 1980, després d'una remodelació l'any 1978 on va tornar a canviar de nom per Estadi Republicà.
Amb la independència d'Ucraïna el 1991, l'estadi va ser reanomenat amb el seu nom actual, encara que també se'l coneix com els seus antics noms Estadi Republicà o Estadi Central.
A finals de la dècada dels anys 1990, per a ajustar-se a les normes de seguretat imposades per la FIFA, va reduir la seva capacitat les actuals 83.450 localitats.
El 18 d'abril de 2007, la candidatura d'Ucraïna i Polònia va ser escollida per organitzar el Campionat d'Europa de futbol de 2012, on l'Estadi Olimpiysky va ser l'estadi que acolliria la final. La reconstrucció de l'estadi va implicar la demolició i reconstrucció de l'anell inferior, una nova tribuna a l'oest amb un espai de dos nivells per a la premsa, llotges de luxe entre els dos nivells, l'addició d'un edifici de 13 plantes d'alt a la zona oest (per albergar l'Hotel Sheraton Kíev Olimpisky) i la construcció d'un nou sostre, de disseny únic, que cobreix tota la zona de graderies.